# ديوان البيساء
ديوان البِيساء هو مخطوطة باللغة الفارسية من القرن الخامس عشر ألفها نظام الدين محمود قاري من يزد. وهو مجموعة من القصائد عن الملابس. ويشير إلى أصول المنسوجات واستيرادها إلى الأسواق الفارسية من " آسيا (الروم، ويقصد الأناضول)، وبلاد الخطا (خيتا)، وهندستان".

## طالع أيضًا
- سالو (قماش) [الإنجليزية]
- ديوان (شعر)

## قراءة إضافية
- ديوان البيساء